# Glaucopide
Glaucopide è un epiteto che caratterizza la dea greca Atena, corrispondente alla divinità etrusca e latina Menrwa-Minerva. Si tratta di un celebre epiteto omerico, che ricorre in molti luoghi della letteratura greca arcaica. L'epiteto, dal greco «sguardo glauco» (γλαυκῶπις -ιδος, comp. di γλαυκός «lucente, glauco» e ὤψ ὀπός «sguardo»), viene interpretato secondo due possibili accezioni: dea «dagli occhi glauchi» (azzurri, lucenti) o dea «dagli occhi di civetta».
Le due accezioni in greco antico si sovrappongono: pertanto la dea glaucopide è la dea dai lucenti occhi di civetta. La civetta (e in generale gli strigiformi, cioè i rapaci notturni, fra cui la specie più caratteristica è appunto Athene noctua), essendo un uccello sacro, un animale totem, veniva indicata con un appellativo indiretto, che significava la glauca, l'uccello dagli occhi lucenti, il cui connotato tipico era la sapienza (l'uccello che vede al buio diviene allegoria della ragione, i cui occhi penetrano anche il buio dell'incertezza).
La civetta, e in genere i rapaci notturni, erano associati, sin dal  tardo mesolitico, a una dea madre della morte e della rigenerazione. Tale divinità femminile preindoeuropea viene a vario titolo assimilata dai popoli semiti e indoeuropei venuti a contatto col mondo del Mediterraneo e dell'Europa del neolitico. In Grecia, le Arpie e le Chere (e in origine le stesse sirene, che nel mito più arcaico erano immaginate come metà uccello e metà donne), sono filiazioni, insieme ad Atena, dell'antica dea madre uccello, il cui culto sopravvive, fra recuperi e demonizzazioni, fino alla diffusione del cristianesimo.
Nell'immaginario cristiano antico e medievale, la dea civetta della sapienza, della morte e della rigenerazione, definitivamente demonizzata e associata all'aspetto conturbante e negativo della femminilità, è collegata alla figura di Lilith (demonizzazione già ebraica della dea madre uccello), e diviene immagine della strega (dal latino volgare striga, latino classico strix, strige, civetta).